# Solução fundamental
Em matemática, uma solução fundamental de um operador diferencial parcial L é uma formulação na linguagem da teoria das distribuições da ideia antiga de uma função de Green. Em termos de uma função generalizada Delta de Dirac δ(x), uma solução fundamental F é a solução da equação não-homogênea
LF = δ(x).
Aqui, F é assumida ser a priori uma distribuição. 